# Balades (Chopin)
Frédéric Chopin va compondre quatre balades per a piano, que s'han convertit en peces molt interpretades pels concertistes, sobretot la primera d'elles; presenten una dificultat tècnica considerable. En origen, la balada era un poema cantat, que barrejava l'element líric i l'èpic. Chopin va compondre les seves balades entre 1831 i 1842, i estaven inspirades en poemes d'Adam Mickiewicz, un escriptor amic del compositor i, com ell, exiliat a París. A més, la novetat de la utilització d'aquest gènere d'una manera instrumental i la seva relació dins un context nacionalista, d'aquí la seva associació amb l'obra poètica de Mickiewicz, fan de les Balades una unitat estilística i estructural.

## La formaBaladades d'una perspectiva històrica
Tenint en compte que el terme Balada ha tengut diferents significacions en diferents moments de la història, el més oportú és realitzar una descripció en el sentit més ampli del terme, comentant-ne les seves característiques més generals.
La paraula balada, procedent del llatí ballare, té els seus orígens relacionats amb l'essència popular i la dansa. En un principi, la paraula es va utilitzar en un sentit general per definir un poema curt i simple, amb un caràcter narratiu.
Des de l'edat mitjana i en diverses regions europees es podia interpretar com una dansa, amb un cantant principal i amb persones que ballaven i cantaven la tornada. La lletra es trobava organitzada en estrofes i els versos solien ser rimats. Era de caràcter èpic, de transmissió oral, i amb temes sobre la vida quotidiana. Els escenaris podien ser variats, es solien transportar d'un lloc a un altre i es podien donar ambient inconnexos, passant d'una escena a una altra com per art de màgia.
Així doncs, la balada en els seus orígens contenia elements amb els que els romàntics es podien identificar fàcilment: ambients fantàstics, de llegenda, i amb caràcter èpic. Primerament, durant el segle xviii, poetes eminents de l'època, especialment a Alemanya, es varen sentir estimulats per escriure noves balades que es corresponien amb les balades més antigues d'origen tradicional o folklòric. Els poetes de l'Sturm und Drang (Herder, Goethe, Schiller) la varen convertir en una narració poètica, amb assumptes trets de la llegenda o de la història antiga i mesclats amb elements fantàstics. Dins l'àmbit musical, és raonable comprendre l'interès que varen sentir molts compositors per aquest gènere.
James Parakilas, descriu aquest procés com: “...Dins el procés de la balada es conta la història d'algú que provoca i rep justícia. Tot i que la balada mostra conflictes humans (i algunes vegades conflictes sobrenaturals), també té la força simple, irresistible, d'un procés natural. El procés de la balada té alguna cosa en comú amb els típics processos de tragèdia i èpica, dos gèneres als quals les balades es varen comparar durant molt de temps...”.

## Relació entre la música programàtica i la formaBalada
La prematura explosió de l'interès per la literatura romàntica va tenir un paper important estimulant directament els compositors. Era comú trobar música programàtica de caràcter narratiu i sense text que d'alguna manera tingués relació amb les paraules. Alguns exemples són la Sinfonia Pastoral de Beethoven, les Cançons sense paraules de Mendelssohn i el Konzerststück per piano i orquesta de Weber.
També altres compositors importants de l'època havien basat les seves composicions en poemes o programes relacionats amb les seves pròpies experiències, com per exemple el Meeresstille un glückliche Fahrt de Mendelssohn i les Harmonies poétiques et religieuses de Liszt del 1835. També altres obres es troben construïdes sobre programes personals son el Carnaval op. 9 de Schumann, l'Obertura Hebrides de Mendelssohn i la Sinfonia Fantàstica de Berlioz.
No obstant, el punt de vista de Chopin respecte a les composicions de música programàtica és bastant diferent, ja que les rebutjava seriosament. Per ell, la narració instrumental no s'hauria de relacionar amb una història concreta, sinó que sempre deixa oberta la porta perquè l'intèrpret estableixi a la seva manera una relació entre el significat que li inspira la música i els seus propis pensaments. Dit d'una altra manera, per a Chopin el més important de la música no era l'associació que pogués fer el públic amb una imatge extramusical, sinó l'efecte que causava d'una manera abstracta sobre l'oient.
És per aquesta raó que les obres de Chopin porten noms genèrics i neutrals, i no va dissimular el seu enuig cap els editors que adornaven les seves obres amb títols poètics, com es veu en aquesta carta del compositor al seu copista Julian Fontana, escrita el 9 d'octubre del 1841, on critica el seu editor a Londres, C.R. Wessel: “...Si ell ha perdut doblers amb les meves composicions, es deu sense cap dubte als estúpids títols que els ha posat, tot i la meva expressa prohibició...”.
Des de mitjans del segle xviii diferents compositors varen començar a musicalitzar balades populars. En el segle xix la balada era ja un gènere molt utilitzat entre compositors com Schubert, Loewe, Schumann i Liszt, entre d'altres. El 1836 Chopin va publicar una obra per a piano sol amb el nom de Balada.
Per tant, es pot considerar a Chopin tot un innovador d'aquest gènere pel que fa a la música instrumental, ja que fins que es va compondre la Balada núm. 1 op. 23, no s'havia publicat cap obra purament instrumental titulada expressament amb aquest nom.

## Context històric

La Llibertat guiant al poble, d'Eugène Delacroix. Commemora la Revolució de 1830.

El context social i polític de Chopin s'emmarca dins un conjunt de revolucions a tot Europa provocades per la Revolució del 1830, un procés que va començar a França (París) amb la insurrecció denominada Les Tres Glorioses, i que ràpidament es va estendre per bona part del continent, ja fos en moviments de tipus nacionalista unificador, com Itàlia o Alemanya, o disgregador, com Polònia i l'Imperi austríac.
Concretament, a Polònia es va produir la Revolta de Novembre, una rebel·lió armada contra el domini imperial rus. Aquest moviment va començar el novembre del 1830 a Varsòvia, protagonitzada per un grup de joves conspiradors que aviat van ser recolzats per bona part de la societat nacional. Malgrat varen aconseguir algunes victòries locals, l'aixecament, convertit en una gran guerra entre rusos i polonesos, va ser finalment sufocat per l'exèrcit rus, numèricament superior.
Quan el conflicte va finalitzar, Polònia va ser dividida entre la Rússia Imperial, el Regne de Prússia i la Monarquia dels Habsburg d'Àustria. Aquest fet va produir una implantació progressiva de la cultura i els costums dels russos i germànics al poble polonès.
En conseqüència, l'any 1831 uns 20.000 habitants creuaven la frontera per no ser capturats, començant una emigració que els va portar en petits grups cap a França i Àustria. Entre els emigrats es trobaven les elits polítiques, artistes i intel·lectuals, i per tant, molta de l'activitat ideològica del país es va donar a l'estranger, com és el cas de Chopin, el poeta Adam Mickiewicz o la científica Marie Curie.
Als anys 1830, traslladant-se a Viena, Chopin intentava a través de la seva música plasmar els seus sentiments nacionalistes i patriòtics, i a la vegada guanyar-se l'aplaudiment d'un públic europeu indiferent al destí de Polònia i la seva cultura. Durant la primera meitat del segle xix, el nacionalisme europeu existent entenia a la cultura europea en el seu conjunt, i no com una idea desenvolupada de forma diferent a cada nació. Aquesta sensació de nacionalisme uniforme es veu reflectida als folkloristes que varen convertir la balada en un gènere literari i musical europeu cap al 1830. Això va permetre que les balades amb més renom de cada país es donassin a conèixer per tot Europa, permetent així que els habitants de les diferents nacions poguessin descobrir el repertori de balades de les altres nacions, contribuint així a fer que coneguessin la seva història i idiosincràcia.
Dins aquest contexte, la balada com mitjà de comunicació li degué resultar bastant atractiva a Chopin, precisament perquè tenia significació nacionalista per a quasi totes les nacions europees. Una balada per piano podia estar inspirada en la tradició polonesa, i a la vegada cridar l'atenció d'un públic internacional.
Fou una creença tradicional que les Balades de Chopin eren un relat sobre esdeveniments de la tràgica història de Polònia. Moltes de les obres narratives del mestre polonès mostren una relació amb el context ideològic de la insurrecció i emigració polonesa.
Existeixen diversos estudis sobre les relacions de com Chopin percebia la seva pròpia existencia i els seus vincles amb l'experiència vital relatada pels principals poetes polonesos romàntics i companys seus exiliats a París, com Adam Mickiewicz, Juliusz Slowaki i Zygmunt Krasinski. Un dels estudis més importants és el de Maria Janion i Maria Zmigrodzka, que diu: “...A les biografies de bona part dels representants del romanticisme polonès, el drama històric de la insurrecció del novembre del 1830 s'interioritza profundament i exerceix una influència decisiva en els seus esforços per definir la seva pròpia identitat i comprendre el seu destí...”
Per una altra banda, un article de Karol Berger afirma que:
“... El lloc comú sobre el que es configuren les formes musicals i les formes que defineixen una consciència històrica pot establir-se sobre el concepte de narració. Partint d'aquesta perspectiva, podrem comparar l'estructura temporal de la narració musical de Chopin amb l'estructura temporal dels contes i històries narrades pels seus companys amb l'objectiu de sentir-se identificats i descobrir la seva essència individual i col·lectiva...”
És per aquesta raó que dins les Balades hi trobam una certa semblança pel que fa a l'organització dels paràmetres musicals, en el seu sentit narratiu. Chopin utilitza organitzacions del tema principal similar a les estrofes i també transformacions temàtiques amb modulacions a tonalitats sorprenents per fer evolucionar el discurs, com passa a la narració de les balades literàries.
A més, l'article de Karol Berger també afirma que “...Un element esencial de la pròpia percepció de la vida de Chopin era el de l'orfandat, un sentiment clarament derivat del trauma produït per la separació de la seva terra natal després de la insurrecció del 1830, però que a la vegada superava aquesta dimensió política i històrica particular per convertir-se en una condició general i universal, una sensació de desarrelament i ausència de llar...”
Cada una de les Balades de Chopin consta de parts dramàtiques. Sobretot, els finals de la primera i la quarta presenten algun tipus de lluita, de sofriment, d'expresisons tràgiques.

## Associacions entre lesBaladesde Chopin i els poemes de Mickiewicz

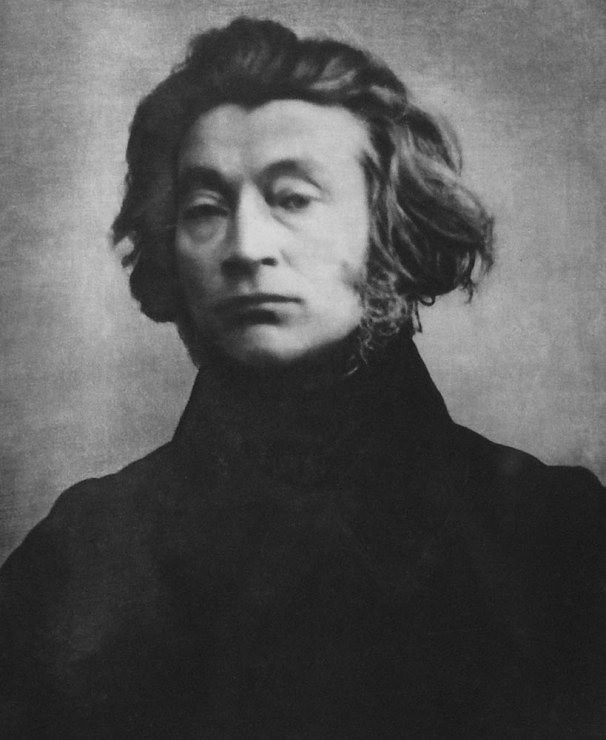
El poeta Adam Mickewicz, amic de Chopin i patriota polonès.

Existeix una gran confusió sobre si realment els escrits d'Adam Mickiewicz varen servir d'inspiració perquè Chopin compongués les Balades. Tot va començar amb un comentari de Robert Schumann que va fer que es formassin gran quantitat d'especulacions al voltant. Des de mitjans del segle xx, la majoria d'investigadors han rebutjat la idea que alguna Balada de Chopin tengués el seu model en algun poema en particular. No obstant, el que va fer va ser basar les seves Balades en l'essència i l'esperit del poeta, i no en alguns poemes en concret. És per això que el mateix compositor no ha deixat cap explicació (hem de recordar la poca atracció que sentia cap a la música programàtica).
No obstant, també és important destacar els comentaris d'Alfred Cortot, gran pianista i pedagog francès de principis del xx. Dins el prefaci de la seva edició de les Balades de Chopin, comenta que existeixen quatre poemes de Mickiewicz, què, seguint la tradició, varen inspirar a Chopin per escriure les Quatre Balades. Traduint al català la portada i el prefaci original de l'edició, Cortot comenta què, en afirmacions de R.Schumann, el compositor alemany declara haver escoltat per boca del mateix Chopin, que les Balades foren inspirades per la lectura de poemes del seu compatriota i amic Mickiewicz, proscrit pels russos d'aquella Polònia de la qual cantava les glòries i les aspiracions nacionals massa audaçment pel seu gust.
Cortot argumenta que seria inútil cercar una associació entre la música de les Balades i els texts que varen colpejar la imaginació de Chopin. Allò que el compositor reté del verb patètic de Mickiewicz és l'esperit patriòtic que l'anima més que l'argument concret o la imatge precisa. Alimenta el seu geni d'una generosa indignació que comparteix i desitja, troba en ell l'estímul ideològic de la seva inspiració.
No obstant, Cortot també comenta què, com ajuda de l'intèrpret, considera d'interès completar l'escrit amb la versió que va donar Laurent Ceillier dels quatre poemes, què, segons la tradició, han suggerit a Chopin la concepció de les seves Balades. Els poemes són: “Conrad Wallenrod” per la Primera Balada, “Le Switez” (o el llac dels Willis) per la segona, “L'Ondina” (la Ondina) per la tercera i “Les trois Budrys” (balada lituana) per la quarta.
Els elements patriòtics i religiosos, així com les temàtiques tràgiques, eren molt representatives a la figura de Mickiewicz, com indica el prefaci d'Alfred Cortot. El poeta polonès fou una de les persones més influents del messianisme romàntic a Polònia, una idea molt present entre els emigrants que defensaven que el sofriment del poble serviria per aconseguir la salvació de la humanitat aquí a la terra (i a Europa concretament) enlloc del cel.
Els vincles entre Chopin i Mickiewicz eren més comuns a la crítica del XIX que al XX, i inevitablement donaven suport a una perspectiva nacional de les Balades, sobretot a Polònia, on freqüentment es considerava a Chopin com un poderós símbol d'identitat nacional. Seguint tan sols a les Masurques i a les Poloneses, les Balades eren considerades les obres més patriòtiques del compositor.
Tanmateix, tot i les múltiples interpretacions que es puguin fer sobre la relació entre els dos artistes polonesos, tots coincideixen que, ja fossin o no inspirades les Balades en poemes, d'una o altre forma es va tractar d'una persona influent en la seva vida. Chopin el coneixia personalment, va llegir els seus llibres i els va traduir, va compondre lieds amb texts de Mickiewicz i va seguir un cicle de conferències del poeta al Collège de France. Més que referències concretes, podria haver estat l'esperit general dels poemes i llibres, i no uns poemes individuals, els que el varen inspirar.

## Balada núm. 1 en sol menor, op. 23
| Balada núm. 1                                           |
|                                                         |
| Interpretada per Donald Betts. Per cortesia de Musopen. |
|                                                         |

Els esbossos d'aquesta primera balada en sol menor, op. 23, daten de 1831 i es va publicar a Leipzig el 1836. Va estar inspirada en l'amargor que Chopin patia només a Viena per l'absència de la seva família i amics els quals estaven a Polònia lluitant contra l'opressió de l'imperi rus. La va dedicar al Baró Nathaniel von Stockhausen; és una obra tan dramàtica que Schumann va arribar a anomenar-la "Polonesa" i avui és tan famosa com ho va ser en aquella època. S'inicia amb un disseny ascendent, a manera de pregunta, al qual segueix un tema líric i malenconiós. Un segon tema, que comença cantabile, s'agita amb vigor. Tots dos s'intercalen creant contrastos expressius. Finalitza magistralment amb una coda magnífica i complicada tècnicament i una sèrie d'acords brillants descendents d'un gran impacte. La seva mètrica varia, fet que contrasta amb les altres que bàsicament estan en 6/8; la introducció està escrita en compàs de 4/4, i l'extens  Presto con fuoco  està en 4/4. La resta de la peça està en 6/4,
La Balada núm. 1 és una de les peces més populars de Chopin. En la pel·lícula de Roman Polanski, El Pianista (2002), apareix en un lloc destacat una escena d'aproximadament quatre minuts en la que s'interpreta aquesta peça. (a càrrec de Janusz Olejniczak). També es pot escoltar en la pel·lícula de George Cukor, Gaslight (1944), i en Thank You for Smoking (2006). En el ballet La Dama de les Camèlies, basat en la novel·la d'Alexandre Dumas (fill), acompanya un destacat pas de deux, en una posada en escena del coreògraf John Neumeier. Aquesta balada també té protagonisme en el documental de la BBC, Chopin Saved My Life (Chopin em va salvar la vida), del 2012. Apareix com a referència en la Simfonia núm. 21 ("Kaddish") de Mieczysław Weinberg. També va aparèixer en l'episodi final de l'anime Shigatsu wa Kimi no Uso i és interpretada (per Tomoki Sakata) com a comiat d'un dels personatges principals.

## Balada núm. 2 en fa major, op. 38
| Balada núm. 2 |
|               |
|               |
|               |

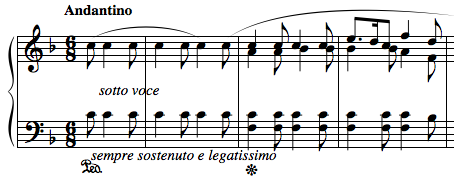
Inici de la Balada núm. 2

En la tonalitat de fa major, data de 1836-1839 i es va publicar a París el 1840 com a op. 38. Està dedicada a Robert Schumann, qui havia dedicat a Chopin prèviament la seva Kreisleriana, Op. 16. Conformen l'estructura dos temes contrastants: el primer és d'un lirisme serè, i el segon té traços vigorosos. Cal destacar el pas de l' Andantino al Presto con fuoco, per la seva esplèndida violència i bellesa. Es diu que aquesta balada està inspirada en el poema Switiz de Mickiewicz, en el qual una plàcid llogaret polonès es veu engolit per les aigües d'un llac encantat.
La peça ha estat criticada per pianistes i musicòlegs prominents, incloent Schumann, que l'han considerada com una composició menys enginyosa que la primera balada. Existeix un cert grau de desacord pel que fa a la font de la seva inspiració; alguns creuen que sovint que es basa en el poema Świtezianka d'Adam Mickiewicz, el llac de Willis, però aquesta afirmació no està demostrada i la mateixa font d'inspiració s'ha atribuït a la Balada núm. 3.
Com en les següents balades, les núm. 3 i núm. 4, la Balada núm. 2 està en compàs binari compost (6/8). Comença tranquil·lament amb la dominant de fa major, repetint la nota do en ambdues mans. Aquesta progressa ràpidament a una melodia i es desenvolupa amb la indicació sotto voce, literalment, "per sota la veu"; convida a la intimitat, al recolliment. La secció s'esvaeix amb diverses notes la en la mà dreta. La següent secció, en marcat contrast amb la primera, s'inicia Presto con fuoco ("molt ràpid amb foc"). Està en una tonalitat inusual per a una melodia secundària; en comptes d'estar en la tonalitat menor paral·lela, fa menor, està en la menor. El biògraf de Chopin Frederick Niecks comenta: "L'exposició del Presto ... sembla estar en desacord amb la secció precedent, però el que escoltem després ... justifica l'existència del presto."

## Balada núm. 3 en la bemoll major, op. 47
| Balada núm. 3                                               |
|                                                             |
| Interpretada per Martha Goldstein en un piano Erard de 1851 |
|                                                             |
| Balada núm. 3                                               |
|                                                             |
| Interpretada per Donald Betts. Per cortesia de Musopen.     |
|                                                             |

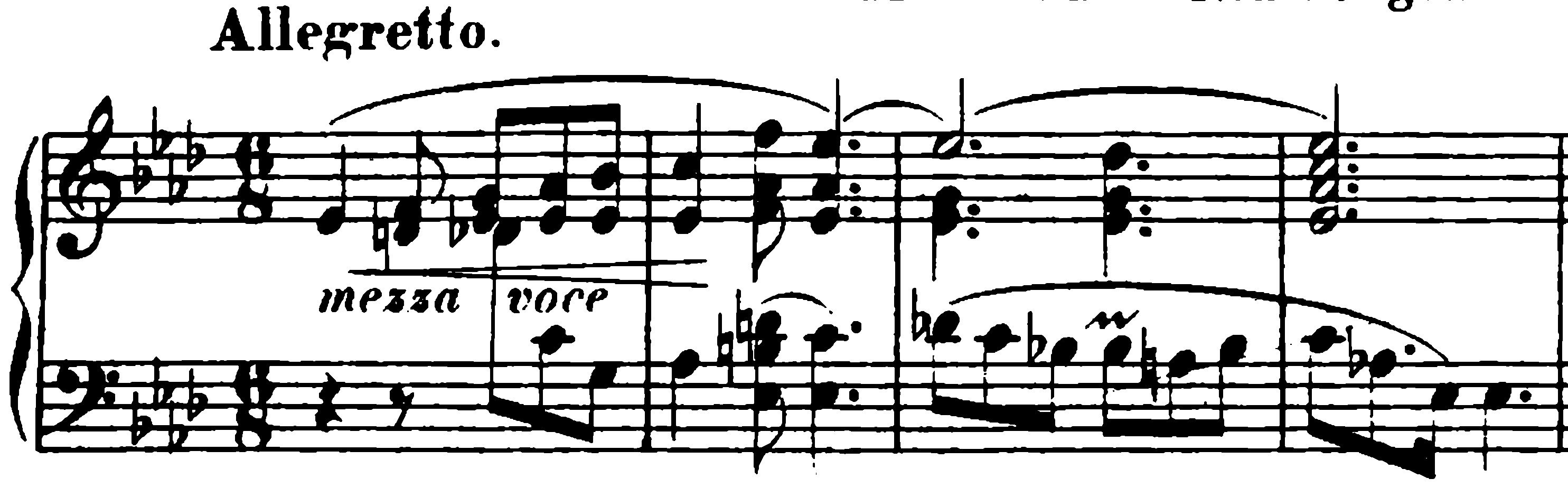
Inici de Balada núm. 3

En la bemoll major, va ser composta durant els anys 1840-1841 i publicada el 1841 com a op. 47. Està dedicada a la princesa de Noailles. En temps de Chopin va ser la més famosa dels seus quatre balades; és la peça més lírica de les quatre i la que ofereix menys dificultats en l'execució.
Es creu que està inspirada en el conte Undine (Ondina), que tracta d'una sirena que s'enamora d'un príncep. Alguns fragments suggereixen el moviment ondulant de les aigües. Algunes fonts opinen que es basa en el poema Świtezianka de Mickiewicz. Hi ha similituds estructurals amb el "Preludi núm. 15, "La gota d'aigua", que va ser compost a Mallorca durant les poc reeixides vacances a l'illa de Chopin amb George Sand. Aquests inclouen una nota la repetida que modula a un repetit sol sostingut durant la secció en do sostingut menor. George Sand va comentar que més que en un dels preludis completats a Valldemossa, la peça s'inspirava en "visions de monjos morts i el so inquietant dels cants fúnebres, mentre s'escolten les rialles dels nens jugant al jardí, i el so llunyà d'una guitarra".
La forma d'aquesta obra és ABCBA amb coda. El primer tema té dues parts: la primera part és com una cançó i la segona, com una dansa. De les quatre balades, aquesta tercera és la que té una estructura més atapeïda. També utilitza procediments de desenvolupament que aconsegueixen elevar la tensió de la peça. Comença amb una dolça i llarga introducció (dolce). A continuació, presenta una secció amb la indicació mezza voce ("a mitja veu"). Aquí, el segon tema en do major s'introdueix amb repetides notes do en dues octaves a la mà dreta. Aquest tema tornarà a aparèixer diverses vegades en forma de variacions, i aquestes notes repetides tindran un paper destacat en tres ocasions, dues vegades en do major i un cop en la bemoll major. La secció "a mitja veu" aviat es transforma en una furiosa secció en fa menor plena d'acords fins a retornar una vegada més a la bemoll major. El segon tema es desenvolupa principalment a través de les notes simples o dobles de la mà dreta; això evoluciona cap a acords més pesats seguits per un desenvolupament més suau. A la coda, es torna a escoltar el tema de la introducció, aquesta vegada amb acords densos. La peça acaba amb diversos trinats a la mà dreta que discorre juntament amb un arpegi descendent. Tot acaba amb quatre acords finals. En conjunt, la balada consta de tres temes i diverses variacions en algunes parts dels temes.

## Balada núm. 4 en fa menor, op. 52
| Balada núm. 4                                           |
|                                                         |
| Interpretada per Donald Betts. Per cortesia de Musopen. |
|                                                         |
| Balada núm. 4                                           |
|                                                         |
| Interpretada per Randolph Hokanson                      |
|                                                         |

Inici de la Balada núm. 4

En la tonalitat en fa menor, fou composta a París el 1842 i publicada a Leipzig i a París (per Schlesinger) el 1843, està dedicada a la baronessa Charlotte Rotschild. La família Rothschild, riquíssims banquers jueus, es varen enamorar particularment del talent de Chopin, i prest es varen dedicar al seu mecenatge. Li varen entregar els diners suficients per viure de forma elegant, l'introduïren als salons de l'alta societat, i el varen mantindre durant la resta de la seva curta vida. La mateixa Charlotte va prendre classes de piano amb Chopin, que posteriorment també li dedicà el famós Vals núm. 2 op. 64. Sens dubte, la dedicatòria és una mostra d'agraïment cap al bon tracte que va rebre per part de la família.. D'acord amb Robert Schumann, aquesta balada es va inspirar en El tres Budrys, un poema d'Adam Mickiewicz que parla de tres germans que són enviats pel seu pare a expedicions llunyanes, a la recerca dels més rics tresors. La tardor passa, després l'hivern i el pare pensa que els seus fills han mort a la guerra. Enmig d'una tormenta de neu, regresen els tres a casa, però, com a únic botí, duran una bonica muller”.
És la més àmplia i rica, amb moments d'un gran lirisme i tendresa que contrasta amb passatges d'una gran agitació; una obra fascinant. S'inicia amb una introducció de set compassos en la tonalitat de la dominant (amb la indicació de Piano), que condeixen al primer tema en una estructura de forma sonata. El primer tema passa per quatre transformacions ben decorades, amb contra-melodies, contrapunt i ornamentació a l'estil d'un nocturn. El desenvolupament del segon tema i l'entrellaçament amb el primer tema augmenta la complexitat de l'estructura musical i construeix una tensió musical molt interessant. A través d'aquesta simultaneïtat dels dos temes, Chopin combina eficaçment l'ús tant de la forma sonata com de la variació. La part principal de l'obra conclou amb un seguit d'acords marcats en fortissimo, seguit d'una calma momentània que aporten cinc acords en pianissimo. Finalment, de sobte, arriba una turbulenta coda extremadament ràpida i en contrapunt. Estructuralment, la  Balada núm. 4 és decididament complexa.
John Ogdon, afirma que "[és] la més exaltada, intensa, sublim i poderosa de totes les composicions de Chopin ... És increïble que duri només dotze minuts, ja que conté l'experiència de tota una vida."

### El darrer estil de Chopin
Existeix un consens entre els analistes de que un tercer període a la vida creativa de Chopin començà al voltant dels anys 1840 (la Balada núm. 4 és de l'any 1842), tot i que no es tractà d'un canvi abrupte d'estil, sinó una evolució que va seguir la pauta marcada per les seves obres anteriors cap a creacions de més qualitat. D'aquesta manera, pareix que la composició es tornà més difícil per Chopin, ja que es va tornar més i més autocrític per crear la versió final d'una obra i escriurer-la a la partitura, tal com ens mostren els manuscrits d'aquesta música tardana. Segons descriu Jim Samson, existeixen escrits realitzats per George Sand, companya de Chopin durant uns deu anys, que retracten l'actitud de Chopin entorn a les dates de la composició de la Balada núm. 4: “...Passa dies de gran tensió nerviosa i quasi de desesperació terrorífica. Altera i retoca els mateixos passatges infinitament i camina amunt i avall com un boig...”
En la seva darrera música, replantejant des dels fonaments el seu ofici, Chopin s'aproxima cap al contrapunt d'autors com Bach, Cherubini i Kastner, i la Balada núm. 4 ens aporta exemples d'això. Com diu el musicòleg Gerarld Abraham: “...En les darrers composicions es perceb una nova força i un interés addicional aportats per l'element contrapuntístic, que segurament constitueix el resultat tardà d'un estudi prolongat dels quaranta-vuit Preludis i Fugues de Bach i del més recent Traité de Cherubini, que havia encarregat el 1841...”.
D'aquesta manera, podem dir que la Balada núm. 4 va confirmar el seu gènere i va inaugurar un nou període dins la vida creativa de Chopin, preparant el camí cap a un apropament de major exploració i elaboració, inclús a vegades més experimental, dels materials musicals i de la seva organització. Per una altra banda, Jim Samson afirma que el 1842 fou l'any de culminació de les grans obres. Va culminar el darrer dels Scherzos, l'última i més gran Polonesa en La b Major op. 53, així com el darrer Impromptu. En obres com la Berceuse (1844), Barcarola (1846) i la Polonesa-Fantasia (1846), Chopin pareixia cercar nous horitzons creatius d'importància transcendent, configurant així el seu estil final.

### El llegat tècnic i artístic de Chopin a la Balada núm. 4 op. 52
L'aportació tècnica de l'obra al pianisme romàntic és molt evident. A la Balada núm. 4 es troben multitud de passatges que mostren la seva relació amb els criteris tècnics promulgats per Chopin: flexibilitat del canell, el dit com prolongació de tot el braç, el fraseig que imitava la veu i el bel canto italià, el seu concepte de rubato, els punts de recolzament de tot el braç als passatges ràpids, el seu so delicat, etc.
És aquesta una de les raons (a més del caràcter de cada obra i la seva relació amb la tonalitat que presenta) per la que l'obra està escrita en la tonalitat de fa menor. Això té una explicació, ja que d'aquesta manera, Chopin trobava la comoditat de la mà i la seva perfecta adaptació al teclat. És molt usual trobar a les seves obres gran quantitat de bemolls i sostinguts, però sempre amb la finalitat d'estar més còmode a l'hora d'interpretar-les. Per exemple, cal destacar que 15 dels seus 24 Estudis, 3 dels 4 Scherzi o 9 de les 16 Poloneses tenen quatre o més sostinguts o bemolls.
Un altre document de valor incalculable a l'hora d'interpretar i comprendre la seva música han estat els testimonis del seus alumnes. Sorprenentment, comparant el que transmeten aquests testimonis i les gravacions d'avui dia de la Balada núm. 4, veim que la concepció sobre la interpretació que tenia Chopin dista molt de les interpretacions actuals, on s'escolten grans sonoritats i dinàmiques molt contrastades, mentre que ell preferia el so delicat a l'estil francès dels pianos Pleyel. Arribats a aquest punt, i observant les diferències, ens demanam ¿quines llibertats es pot prendre l'intèrpret actual a l'hora d'enfrontar-se a la música de Chopin?
Eigeldinger comenta que Chopin mai tocava les seves obres amb la mateixa expressió. Ell variava les seves interpretacions d'acord amb la inspiració i l'estat d'ànim del moment. A través de l'espontaneïtat, miraculosament, el resultat sempre era molt bell. També comenta que generalment el mestre era molt estricte amb la comprensió i interpretació de les seves obres, tot i que mai deixava passar l'oportunitat de despertar la creativitat dels seus alumnes. Aquesta és una de les intervencions de Chopin a un dels seus alumnes durant una classe:
“...Nosaltres dos entenem això de manera diferent, però segueix envant, fes-ho com ho sents, també es pot interpretar així. Oblida que t'estan escoltant i escolta't sempre a tu mateix. Quan estàs al piano, et don autoritat absoluta per fer el que vulguis, segueix lliurement l'ideal que t'has fixat a tu mateix, sigues arrogant i confiat en els teus propis poders i en la teva força, i diguis el que diguis, sempre serà bo. Em donaria tant plaer escoltar-te tocar amb despreocupació absoluta què, en comparació, trobaria insuportable i vergonyosa la confiança dels intèrprets vulgars...”
Aquestes paraules ens conviden a reflexionar sobre un dels problemes de gran part dels alumnes que estudien a institucions musicals: l'aprenentatge de gran quantitat de convencionalismes de com hauria de sonar cada compositor, sense deixar desenvolupar la pròpia iniciativa artística de l'estudiant. Per una banda, la instauració de criteris comuns a conservatoris i escoles musicals té una part positiva, ja que s'aprèn el fraseig, articulació, tècnica i teoria relacionada amb cada estil i època. Però, per una altra banda, en molts casos aquests elements que l'intèrpret necessita conèixer com eines per la interpretació, tenen el perill de convertir-se en elements massa restrictius per desenvolupar la seva pròpia creativitat i imaginació, com deia el mateix Chopin. Està en les nostres mans trobar el punt intermedi entre la restricció absoluta o la llibertat incondicional interpretativa per aconseguir una millor comprensió de l'obra musical del compositor polonès.